# Epiglotis
La epiglotis (del griego ἐπί 'sobre', γλωττί-ς/-δος 'lengüeta' y ίς/-ίδα 'elemento anatómico'] es una estructura húmeda, cartilaginosa y estrecha que forma parte del esqueleto cartilaginoso de la laringe. También marca el límite entre la orofaringe y la laringofaringe. La epiglotis obstruye el paso del bolo alimenticio en el momento de la deglución, evitando que este se vaya al sistema respiratorio.
En cuanto a cómo baja el bolo por la faringe sin entrar a la laringe, se debe imaginar el bolo no como una gran esfera de alimento que desciende por la faringe, sino como acúmulos pequeños de alimento que se deslizan por los recesos piriformes formados entre el espacio existente entre la epiglotis y las paredes laterales de la orofaringe y la laringofaringe. El bolo, encaminándose hacia el esófago y pasando por ambos lados de la glotis, que además al momento de la deglución asciende para así evitar que los alimentos invadan la vía aérea, no entra a la glotis pues los recesos piriformes lo encaminan correctamente hacia la vía alimenticia y no aérea.
Durante la respiración el velo del paladar desciende, facilitando el libre paso del aire por la faringe, hacia la laringe y la tráquea; la epiglotis permanece levantada en todo momento.
El cierre de la laringe ocurre cuando los pliegues vestibulares y vocales se acercan a la línea media durante la deglución. Ocasionalmente, cuando se come muy rápido, los alimentos sólidos o líquidos pueden entrar en la laringe.